# Rusini
Rusini (rusinski: Русины) ili Rusnaci (rusinski: Руснакы ili Руснаци) istočnoslavenski je narod čija se stara postojbina nalazila u Zakarpatju, odnosno dijelu Ukrajine, na granici s Poljskom, Slovačkoj, Mađarskom i Rumunjskom. Sjedište regije je grad Užgorod. Južni centri Rusina su Petrovci i kod Vukovara (u Hrvatskoj) te Ruski Krstur, kod Kule (u Bačkoj, Srbija). Rusini se sastoje od nekoliko manjih grupa. Na Karpatima to su Bojki (zapadni Karpati), Lemki u Beskidima (Poljska) i Huculi. Austro-Ugarska Monarhija, koja je dugo pod svojim okriljem držala zemlje naseljene Rusinima, naselila je Rusine u dijelu današnju Vojvodinu i zapadog Srijema, u okolici Vukovara, gdje njihovi potomci i danas žive. 
Ukrajina Rusine službeno smatra Ukrajincima, a naziv Rusyn (Rusin) u Ukrajini smatran je starijim etnonimom (korištenim na širem prostoru Ukrajine) koji je u povijesno-političkim okolnostima zadržan kod dijela naroda koji gotovo stalno nije bio povezan sa svojom maticom, odnosno ukrajinskim kulturnim preporodom. Rusini u svijetu poglavito smatraju sebe zasebnom etničkom grupom i ne priznaju Ukrajinu matičnom zemljom, posebno u zapadnom svijetu.

## Postojbina i rasprostranjenost u svijetu migracijama
Rusnak je autohtoni naziv pripadnika naroda prepoznatljiv i pod imenom Rusini, Karpato-Rusin, ili Ruten. U različitim povijesnim razdobljima pojedini naziv je češće korišten. Rusini je ime koje se najčešće koristi u literaturi, ali u doba Austro-Ugarske isključivo se koristilo latinizirano ime Ruteni, u Americi Karpato-Rusin, a u najvećem dijelu postojbine Rusnak. Oko 1.500.000 članova ovoga naroda živi u kontinuitetu u postojbini u pet europskih država, raštrkani u raznim područjima Europe te u Americi i Australiji.
Iz postojbine Zakarpatja i Karpata migracije Rusnaka u Potkarpatje počele su u 14. stoljeću. U 17. st. migrirali su u mađarska sela u ravnici, gdje je opao broj stanovnika. Uglavnom siromašni, da bi preživjeli, selili su se u gradove i susjedne države.
Prvi otoci Rusina bili su Bač, Bihor, Sabolč, Satmar, Zemplin. U Europi danas ih je najviše u karpatskom području, i to u jugozapadnoj Ukrajini u Potkarpatju, sjevernoj i sjeveroistočnoj Slovačkoj (Prešovský kraj), na sjevernim padinama Karpata, u jugoistočnoj Poljskoj (Lemkovska oblast) i raštrkanim naseljima u zapadnoj Šleskoj), i sjevernim dijelovima zemlje, u dijelu sjeverne Rumunjske, u nekoliko sela južno od rijeke Tise u Maramurešu te u nekoliko raštrkanih naselja sjeveroistočne Mađarske. Osim u postojbini, Rusini žive i u Vojvodini (Bačka), u zapadnom Srijemu i istočnoj Hrvatskoj, u Pragu i sjevernoj Moravskoj. Izvan Europe najviše ih je emigriralo u SAD, u sjeveroistočne industrijske krajeve, gdje su radili najteže poslove u željezarama, ljevaonicama ili kemijskoj industriji. Tu i danas živi većina njihovih potomaka, u Ohiju (Barberton, Akron, Sharon i Cleveland), Pennsylvaniji (Pittsburgh i Greenville) i Michiganu (Detroit). Manji broj emigrirao je u Kanadu i Argentinu tijekom 1920-ih, a u Australiju tijekom 1970-ih i 1980-ih.
Rusini nisu zakonski priznata nacionalna manjina u svim državama u kojima žive. Zato nije moguće znati njihov točan broj. Pretpostavlja se da ih u svijetu ima oko 1,5 milijuna.
Rusini su održali svoj jezik i identitet zahvaljujući i grkokatoličkoj religiji. Rusini se dijeli na nekoliko zasebnih skupina. U istočnim Karpatima žive Huculi, pripadnici potomci pastira i razbojnika (njihovo ime navodno potječe od rumunjske riječi koja znači "razbojnik"). Oni sami tvrde da su potomci nepokorenih poljskih plemića iz kasnoga srednjega vijeka i početka novoga vijeka, kada je bijeg u brda bio dokaz beskompromisnoga poštenja. Posebno su poznati po rezbarenju u drvu i vezu (ženska pregača izrađuju se i po 10 godina).
Bojkovska zajednica živi zapadno od Hucula, u južnom dijelu Karpata, a u to područje je vjerojatno dospjela iz Galicije i Bukovine.
Lemkovska zajednica (Lemki) živi još zapadnije u Poljskoj. Tijekom 1930-ih poljska je vlada bila suočena s otvorenom pobunom u područjima naseljenim pretežno Ukrajincima. Vlasti su pokušale riješiti problem politikom "podijeli pa vladaj", potičući Lemke, a zatim ih raspršili po cijeloj zemlji (Lemki je ustvari novo ime 20. stoljeća. Prije 20. st. koristili su ime Rusnaci).

## Pojam imena
Prema Etimologijskom rječniku hrvatskoga ili srpskoga jezika Petra Skoka, ime Rusnak, Rusin, polazi od riječi Rus. Sa sufiksom –in je Rusin, a sa sufiksom –njak je Rušnjak. Na mađarskom je Rusznyak prema Rusnak u prikarpatskoj Rusiji. Ovo ime treba razlikovati od imena zemlje Rusija odakle proizlazi Rusijanac, a pridjev ove riječi je rusijski. Na mađarskom je orosz, turski urus. U finskom ruotsi je Švedska, a Franc Miklošič misli da je Rus prvotno bilo ime švedskoga plemena, s kojim su Finci došli u vezu. 
Prema Nestorovoj kronici Normani to ime prenijeli na Kijevsku Rus'. O podrijetlu imena postoji nedoumica. Tradicionalni zapadni znanstvenici također vjeruju da ime Rus potječe od staroga naroda skandinavskoga podrijetla od Varangiana, koji se preselio južno od baltičke obale i osnovao prvu državu među istočnim Slavenima, sa središtem u Kijevu. 
Grb Rusina ide u prilog ovoj teoriji. Crveni medvjed okrenut k plavim i zlatnim linijama (Švedska zastava je s plavo-žutim poljima) prvi put je prihvaćen kao službeni grb provincije Podkarpatská Rus u Čehoslovačkoj, 30. ožujka 1920. Prestao se koristiti poslije 1938., ali je prihvaćen kao službeni simbol Zakarpatske oblasti Ukrajine 18. prosinca 1990. Od tada ga je prihvatio i Svjetski kongres Rusina.
Vikinška teorija je bila prvi put predstavljena u 18. stoljeću. Predstavio ju je njemački povijesni filolog Gottlieb Siegfried Bayer (1694. – 1738.) i August Ludwig von Schlözer (1735. – 1809.). Bayer je bio član Petrogradske akademije znanosti. Obojica su se oslanjala na Nestorovu kroniku, napisanu u 12. stoljeću, koja pokriva razdoblje 852. – 1110. Kronika kaže da je Rus normanski narod, kojeg je lokalna populacija pozvala da dođe u Novgorod zaustaviti njihove feudalce. Rusi su produžili svoju vladavinu do Kijeva, koji im je postao glavno uporište obrane. Ova teorija je uznapredovala u 19. st. jer su je podržali danski filolog Wilhelm Thomsen (1842. – 1927.) i njemačko-ruski povijesni filolog Ernst Eduard Kunik (1814. – 1899.).
Iskapanja iz 9. i 10. st. potvrdila su nazočnost nordijskih ratnika u tom području oko Iljmenskog jezera blizu Novgoroda, i Ladoškom jezeru, iz kojeg izvire rijeka Neva. Ove baltičke regije indiciraju na podrijetlo imena Rus. Ruski znanstvenici smatraju Nestorove kroniku nepouzdanom i inzistiraju na tome da su istočni Slaveni prije dolaska Varangiana, osnovali sofisticiranu feudalnu državu, usporedivu s Karolinškim Carstvom na zapadu. Oni su mišljenja da je ime Rus, ime južno slavenskog plemena, koje je živjelo na rijeci Ros.
Rus je praslavenski pridjev iz kojega kasnije proizlazi ruža, ružičnjak i sl., a po Rječniku stranih riječi Vladimira Anića i Ive Goldsteina, pridjev rus znači crvenkast, riđ, rumen, rujan, a označava i nešto što je dobilo poseban okus (npr. jabuka držana u slami). Prema Aniću i Goldsteinu Rusin je pripadnik rusinske nacije, asimilirane u današnjoj Ukrajini, koja se održala u Vojvodini, i izvorni je govornik rusinskoga jezika.
Prema Encyclopædiji Britannici latinizirana riječ Rus je Ruten. Odnosi se na narod, koji je u kasnom srednjem vijeku bio apsorbiran u teritorij Litve, koja se kasnije ujedinila s Poljskom.
István Udvari pod nazivom Rutenus podrazumijeva grkokatoličku vjeru i rusinsku narodnost.
Iz ovoga proizlazi da su istočnoslavenska plemena u prvoj ruskoj državi, Kijevskoj Rusi, primila naziv Rus (Rusin, Rusnak, Rusnjak, ruski), a u latinskim zapisima Rutenus. Tako su Karpati zvani Alpes Rutenorum.
U selu Ban na rijeci Krasna (lijeva pritoka Tise) 1213. god. jedan je stanovnik upisan kao Chedur genere Rutenus (Fedor iz roda Rusina). Zapravo je naziv Rusin službeni naziv koji se koristi u literaturi. U Potkarpatju i istočnoj Slovačkoj koristi se autohtoni naziv Rusnak, a jezik je rusinski. Naziv prvi put pismeno je zabilježen u 16. st. u Uljanskom ključu, što je u vezi s primanjem grkokatoličke vjere. Na Rutene u Galiciji, Bukovini i Karpatima  države u kojima su živjeli vršile su proces asimilacije. Seljaci su potonuli u veliko siromaštvo, a njihovi pravoslavni svećenici tražili su zaštitu Rima. Papa Klement VIII. ih je prihvatio, i 6. – 10. listopada 1596. Brestska unija je ustanovila novu unijatsku crkvu. Kada naziv Rusin pokušavaju izjednačiti s nazivom Ukrajinac, radi se o pokušaju asimilacije. Mihajlo Lučkaj Rutenima naziva Ukrajince u Austro-Ugarskoj. Pokušali su ih asimilirati Slovaci, Poljaci i drugi, pa zato danas ovaj narod, koji osjeća da ima zajednička obilježja sve češće koristi za svoj identitet izvorno ime Rusnak.

## Jezik i književnost
Lingvist Aleksandar Duličenko kvalificirao je rusinski jezik kao jedan od slavenskih literarnih mikrojezika. Rusinski jezik piše se ćirilicom. Kao i svi jezici, i on se mijenjao. Pripada istočnoslavenskoj grani indoeuropskih jezika. Budući da Rusini žive u graničnim područjima Poljske, Slovačke, Mađarske i Ukrajine, leksik ovih jezika ima utjecaj na njihove dijalekte. Po tome se njihov govorni jezik razlikuje od ostalih istočnoslavenskih jezika, zbog utjecaja i s istoka i sa zapada, a brojni izrazi preuzeti su i iz crkvenoslavenskoga liturgijskoga jezika. Jezik je bogat i dijalekatskim riječima, osobenim samo Rusinima (riječ što se izgovara so, co ili ceper, pa su Cotaki, Sotaki ili Seperjaki). Rusnaci koriste rusinsko pismo s 56 znakova. S obzirom na prostor u kojem su živjeli i žive, pod utjecajem i vlašću različitih naroda, njihovo pismeno izražavanje je osim na rusinskom i na crkvenoslavenskom, ruskom, ukrajinskom, a katkad i mađarskom jeziku, a u 19. i 20. stoljeću autohtoni jezik Rusina postaje sredstvo nacionalnoga identiteta. Najstariji pisani i tiskani tekstovi u Potkarpatju (Hornjica) nastali su u razdoblju od 12. do 14. stoljeća To su Mukačevski i Imističivski odlomci iz Korolivskih evanđelja iz 1401. i Peresonickih evanđelja 1556. – 1561. Na pergamentu su bili napisani Mukačevski psaltir i Užgorodski pivustav, koji se čuvaju u Potkarpatskom povijesnom muzeju. Važnost ima i Ostrozska Biblija, tiskana u Lavovu 1581. u tiskari Ivana Fedorova. Prva slavenskorusinska knjiga tiskana je 1491. u Krakovu. Nakon Užgorodske unije 1646. razvija se kultura i prosvjeta. Otvaraju se duhovne škole u Mukačevu, Krásnom Brodu, Barbareum u Beču, Studium Rutenum u Lavovu, a na selu djeluju trivijalne škole.
Josip de Kamelis (episkop iz Mukačeva) izdao je prvi katekizam za Ugrorusine 1698., a 1699. Bukvar jezika slavenskog, tiskan u Trnavi (Slovačka). Jedna od prvih narodnih pjesama Rusina u Potkarpatju je Štefan-Vojvoda; bila je tiskana u Češkoj gramatici Jana Blagoslova 1571. Sredinom 18. stoljeća episkop mukačevski, Manujil Oljšavskiji, tiska 1746. u jezuitskoj tiskari u Kolozsváru knjige za školu na latinskom i rusinskom. Marija Terezija nije dopustila otvaranje tiskara u Mukačevu, ali je 1770. godine dopustila bečkom tiskaru Kurcbeku stvoriti tiskaru za slavenske narode, kako se više ne bi donosile knjige iz Ukrajine. Za Rusine grkokatolike su u razdoblju od 20 godina tiskane samo četiri knjige. Tek je 1863. osnovana tiskara na Hornjici.
Pisanu riječ u 18. stoljeća širili su: Arsenij Kocak, izdavač slavenskorusinske gramatike, Petro Lodi, povjesničar, Ivan Pasteli, predavač na mukačevskoj bogosloviji, napisao je Povijest mukačevske eparhije, Karpatorusinska pismenost i Gregorij Tarkovič radio je kao cenzor slavenskih knjiga u tiskari u Budimu i zalagao se za izjednačavanje rusinske literature s ugarskom. Mihajlo Lučkaj izdao je prvu gramatiku 1830., Gramatica Slavo-Rutenica (jedan primjerak nalazi se u N. Sadu). Od 405 riječi Lučkajeva rječnika, 72 se koriste i u današnjem jeziku neizmijenjene, 133 imaju morfološku, a 223 fonološku adaptaciju. Također je iza sebe ostavio pet tomova Povijesti karpatskih Rusina u rukopisu.
Novine Kelet (Istok) u Užgorodu uređivao je na mađarskom jeziku Kalman Žatković. U školama Rusina u Vojvodini i Hrvatskoj od 1850. do 1950. koristili su se udžbenici: Duhnovič: Knjižica za čitanje za početnike, Budin 1850.; Vrabelj: Bukvar 1898.; Pal Henčij: Rusinska slova i prva čitanka 1904.; i dr.
Russkij solovij je zbornik pjesama, tiskan 1851. u Beču kao izdanje mekitarca (armenski monasi koji su primili katoličku religiju i na zapadu čuvali svoj jezik i kulturu). To je djelo Nikolaja Nađa (Nodja), koji je 1849. došao na parohiju sv. Varvara u Beču, gdje je bio kapelan, administrator, rektor bogoslovnoga seminara u Beču i pred smrt paroh. Knjižica sadrži 14 uglazbljenih pjesama. Čak je i predgovor u stihu, ali bez nota. Jedni misle da su to narodne pjesme, koje je Nodj zapisao u svojem užem zavičaju, a drugi da su to originalne pjesme i kompozicije Nodja (Gunther Wytrzens).
Mihail Vrabelj objavio je knjigu Rusinski slavuj s narodnim pjesmama na raznim ugro-rusinskim narječjima i pjesmama Aleksandra Duhnoviča, Terezije Podhajecke, i Ane Kriger-Dobrjanske 1893. Sva imena, koja su Rusini koristili i kojima su ih drugi zvali: Karpato-Rus, Rusnak, Ruten, Ugro-Rusin), povijesno ih povezuju s istočnoslavenskom nekadašnjom Kijevskom Rusi.
Aleksandar Duhnovič (narodni preporoditelj iz 19. stoljeća) također je upotrijebio naziv Rusin u prvom stihu nacionalne himne Bio sam, jesam i ostat ću Rusin koja je uglazbljena, i u stihu Potkarpatski Rusini probudite se iz dubokog sna. Školovao se u Užgorodu i Košicama, a radio je kao svećenik u Prešovu. Kao student filozofije počeo se zanimati za političku literaturu. Pisao je knjige za djecu i mladež, poeziju, priručnike. Bukvar na karpatorusinskom jeziku izdao je 1847. Kao prosvjetitelj demokrat poticao je borbu protiv socijalnoga i nacionalnoga ugnjetavanja svojega naroda u ugarskoj državi. Skupljao je folklorne materijale, osnivao muzeje, literarna društva (Prešovsko književno društvo) i borio se za osnivanje tiskara. Poznat je kao autor etnografskih, filoloških, filozofskih, povijesnih radova i literarnih almanaha. Izdao je Povijest Prešovske eparhije i Istinu o povijesti Karpato-Rusina. Piše buntovne pjesme: Ne boji se Rusin vraga, Pjesma slobodi, Život Rusina i dr. Bio je protiv ugarske vlasti, ali i za sjedinjenje Slavena, koji 1848. traže ekonomsku, nacionalnu i političku slobodu u Austro-Ugarskoj. Pisao je u vremenu raspadanja panslavizma i stvaranja novih slavenskih nacija. Pisao je na karpatorusinskom, latinskom i mađarskom jeziku.
Aleksandar Pavlovič se poput Duhnoviča i pisanim riječima borio za socijalnu i nacionalnu pravdu svoga naroda u Karpatima. O tome piše na narodnom jeziku u poemi o bijednom seljaku. Kroz tematiku sela razradio je domoljubne, političke i povijesne teme.
Prve karpatorusinske novine tiskane u postojbini Svit (Užgorod) izlaze 1867.
Ukrajinski etnolog Volodimir Mihajlovič Hnatjuk (1871. – 1926.) proučavao je rusinsku književnost. On postavlja početke "zakarpatske" književnosti u 16. i 17. stoljeća zbog rukopisa duhovne poezije. Stvaraoci su bili školovani svećenici u Trnavi i Jagri, a prepisivači daroviti seljaci. Ugorske duhovne stihove objavio je Hnatjuk 1902. godine. Hnatjuk zaključuje da je "zakarpatska" književnost 17. i 18. stoljeća na višoj razini od 19. stoljeća U potrazi za nosiocima usmene književnosti karpatske oblasti posjetio je 1897. Bačku. U Lavovu je 1900. na rusinskom jeziku objavio rusinsku usmenu poeziju (oko 360 pjesama), bajke, basne, legende, povijesne legende, novele i anegdote, koje su mu prenijeli pripovjedači. To je vrijeme osnivanja i dvaju udruženja. Rusinsko narodno prosvjetno društvo Prosvita formira se 1919., s ciljem razvoja rusinske narodnosti i njezinoga nacionalnoga, kulturnoga i književnoga života (vrijeme Havrilija Kosteljnika) i ima ukrajinsku i socijalističku orijentaciju, bori se protiv Moskve, budi nacionalnu svijest među Ukrajincima u Bosni i Hercegovini, ali se ubacuje i među Rusine. Nezadovoljni radom Prosvite, Rusini osnivaju 1933. u Vrbasu Kulturno-prosvjetni savez južnoslavenskih Rusnina "Zarja" (Zraka – Zora). Orijentiran je sveslavenski, ali uže i ruski i pravoslavno, s vjerskom tolerancijom. Pokret je bio na pozicijama idejnoga pokreta seljaštva, bez precizne socijalističke i nacionalne orijentacije. O tome međuraću pišu književnici Rusnini, oslanjajući se na borbe oko nacionalnih i kulturnih orijentacija prema pričama M. Kovača, M. Bujile i E. M. Kočiša.
Havrijil Kosteljnik je djelovao u doba Prosvite. Školovao se u Vinkovcima i Zagrebu. Od druge godine nastavlja studij teologije u Lavovu, a postdiplomski studij završava u Freiburgu. Živio je jedno vrijeme u Lsvovu, djelujući kao profesor filozfije na Teološkoj akademiji. Pisao je na rusinskom, hrvatskom i ukrajinskom jeziku. Idilični vijenac Iz mog sela na rusinskom jeziku uvrstio ga je u književnike na razini vrijednosti Aleksandra Duhnoviča i Aleksandra Pavloviča. Njegova rusinska poezija počinje tamo gdje je bila hrvatska poezija krajem 19. stoljeća. Pjesme mu izrastaju iz poezije hrvatskoga narodnoga preporoda. Na hrvatskom jeziku napisao je Romanse i balade s posvetom: "Slavnom hrvatskom pjesniku, mom velikodušnom dobrotvoru, prof. dr. Franji pl. Markoviću posvećuje autor." Napisao je prvu gramatiku rusinskog jezika: Gramatika bačko-rusinskog govora (Srijemski Karlovci, 1923.).
Časopis Rusinska zarja uređivao je pjesnik Eugenij Kočiš. U njegovim pjesmama prisutan je problem nacionalnoga određenja Rusina u Hrvatskoj i Vojvodini. Želio ih je rastaviti od Ukrajinaca i u okviru panslavizma priključiti Karpatorusinima. U pjesmi Telerhofskim mučenicima izražava divljenje žrtvama Maramures-sigetskoga procesa u Potkarpatju, u kojem je 94 seljaka osuđeno na progonstvo iz domova zbog odupiraja mađarizaciji.
Havrijil Nađ pisao je tekstove o problemima jezika Rusina i uspoređivao ga s gramatikom slavenskih jezika i ukazivao na pravce razvoja rusinskoga jezika. Napisao je prvi sonetni vijenac na rusinskom.
U Ukrajini danas književnost Rusina proučavaju kao ukrajinsku, a odnos standardnoga rusinskog jezika prema standardnom ukrajinskom je odnos gotovo dvaju stranih jezika. Ukrajinci razmišljaju da se može od više nacija stvoriti jedna nacija koja ne koristi jedan jezik. Duličenko rusinskom jeziku daje regionalno značenje. Zakarpatska komunistička organizacija u prvoj polovici 20. stoljeća bila je na pozicijama rusinizma te smatrala da su stanovnici "Zakarpatja" (Potkarpatja) poseban "ruski" narod s posebnim rusinskim jezikom.
Od revolucije 1989. počeo je karpatorusinski nacionalni preporod u svim zemljama gdje žive i uloženi su veliki napori, naročito u Poljskoj i Slovačkoj, za stvaranje standardnoga karpatorusinskoga književnoga jezika, za korištenje u školama i u publikacijama. Rusini u Vojvodini i Hrvatskoj koriste književni jezik u školama i medijima od 20. stoljeća Rusinska književna tradicija počela je u 17. stoljeću, iako su autori pisali osim na rusinskom, katkad na crkvenoslavenskom ili drugim jezicima. U njihovim književnim djelima je opisan način života Rusina, njihov mentalitet, bojažljivost naroda kome je suđeno da njime upravljaju sile prirode i tuđinske vlasti, nad kojima pojedinac ima slabu moć i utjecaj.
Svako rusinsko područje ima svoga književnoga utemeljivača: Aleksander Duhnovič (1803. – 1865.) i Aleksander Pavlovič (1819. – 1900.) za Prešovský kraj i Potkarpatje; Volodimir Hiljak (1843. – 1893.) za Lemkovsku oblast; Havrijil Kosteljnik (1886. – 1948.) za Hrvatsku i Bačku. Rusini na svom jeziku tiskaju časopise i knjige gotovo u svakoj zemlji u kojoj žive. Najstarija organizacija Rusina u SAD-u Ujedinjenje grkokatoličkih rusinskih bratstava 1892. izdaje novine Američki rusinski vjesnik, novine lemkovskih Rusina Lemko izlaze 1911. (Nowy Sącz), prve novine vojvođanskih Rusina Ruski novini izlaze u Novom Sadu 1924., a hrvatskih Rusina Dumka za mladež 1938. godine. Od 1971. ponešto mogu tiskati u časopisu Nova Dumka i Venčik, koji izdaje tadašnji Savez Rusina i Ukrajinaca u Republici Hrvatskoj. Profesionalno kazalište Rusina je u Prešovu, poluprofesionalno u Ruskom Krsturu i Novom Sadu, i amatersko kazalište Udruženja Lemka u Legnici.
Prva katedra za rusinski jezik i književnost osnovana je na Sveučilištu u Budimpešti 1911. Književnost Rusina proučava se još na sveučilištima u Užgorodu, Uppsali, Tartuu, Novom Sadu, Kijevu, Moskvi, Minsku. (Interes za jezik povećan je nakon knjige A. D. Duličenka Slavenski literarni mikrojezici izdane u Tallinnu 1981.).
Prvi kongres rusinskoga jezika održan je u mjestu Bardejovské Kúpele 1992. godine Tom prigodom švedski slavist Sven Gustavson održao je referat naslovljen Slavenski literarni jezici, u kojem dokazuje da svi slavenski jezici imaju zajednički korijen. Kao primjer navodi inzistiranje Srba na jedinstvu standardnoga jezika, i Hrvata za nezavisnost varijante. Poslije Prvog svjetskoga rata postalo je jasno da pisani jezik Zagreba i Beograda ima dvije varijante zbog velike razlike u povijesti i kulturi između Srba i Hrvata. Od tada je pitanje jezika postalo dio političke borbe među ovim narodima. U istom referatu navodi mišljenje A. D. Duličenka da samo neki slavenski mikrojezici imaju karakteristike standardnoga ili literarnoga jezika, a ne slaže se s nazivom "mikrojezik". Literarni jezik mora imati normu (na osnovi kolektivne suglasnosti skupine), kodifikaciju (norma se kodificira u gramatici), polivalentnost (koristi se u crkvi, školi, administraciji) i stilsku varijaciju. Jezik Rusina u Bačkoj, Srijemu i Slavoniji, koji Duličenko smatra mikrojezikom, s gledišta Svena Gustavsona je "makrojezik". Ima normu, kodificiran je, polivalentan i prisutne su stilističke varijacije, pa je punopravni literarni jezik kao i bjeloruski. Neki su ga smatrali jugozapadnim dijalektom ukrajinskoga jezika, a po mišljenju Gustavsona prije ga se može smatrati istočnoslovačkim. Genetika rusinskoga jezika i nije tako važna ako razmotrimo status literarnoga jezika. Neki dijalekt može dobiti status literarnoga jezika u određenom trenutku, ako ljudi koji njime govore imaju osjećaj jedinstva (povijest, srodstvo, opća kultura, religija, zajednički prostor). Institut za rusinski jezik i kulturu osnovan je u Prešovu 1993. Rusinski književni jezik je kodificiran i priznat u Slovačkoj 1995. od državne vlade i akademika u Bratislavi. 
Suvremeni pisci koji pišu na rusinskom jeziku su: Volodimir Fedinišinec, Dmitro Kešelja, Ivan Petrovcij i Vasilj Petrovaj iz Ukrajine; Ana Halgašova, Mikolaj Ksenjak, Marija Maljcovska, Štefan Suhij i politički satiričar Fedor Vico iz Slovačke; Olena Duc-Fajfer, Volodimir Graban, Stefanija Trohanovska i Petro Trohanovski iz Poljske; Osif Kostelnik, Mitro Nađ, Silvo Erdelji, Vesna Papuga, Ljupka Falc i dr. iz Hrvatske; Natalija Dudaš, Irina Hardi Kovačević i Đura Papharhaji iz Vojvodine; Gabrijel Hatinger Kljebaško iz Mađarske.

## Glazba
Rusini su sačuvali visoku narodnu kulturu koja je na osobit način izražena u narodnim pjesmama i narodnoj glazbi. Filaret Kolessa, prvi glazbeni etnograf  Rusina, izdao je dva zbornika:  Lemkovske narodne pjesme (zapisano je 820 melodija s tekstom, Lavov, 1929.) i Narodne pjesme Potkarpatja (159 pjesama, Užgorod, 1938.). Najstarije pjesme Rusnaka zapisane su i u glazbeno etnografskim zbirkama dr. S. Ljukeviča, Plosajkevič-Senčika, V. Verhovincja, M. Lisenka, dr. Šuheviča i drugih.
Vinko Žganec izdao je 1946. godine u Zagrebu zbirku 116 rusinskih pjesama, a u skupljanju pjesama pomogao mu je rusinski narodni učitelj Mihajlo Kovač iz mjesta Bikić Do. Pjesme su zapisane od narodnih pjevača, ili od pjevača u Grkokatoličkom sjemeništu u Zagrebu. 
Svećenik Onufrij Timko proučavao je rusinsku usmenu poeziju i rusinski folklorni zapis s melodijskom osnovom. Izdao je četiri zbirke pjesama Rusina iz Bačke, Srijema i Slavonije. Prva zbirka izašla je 1953. u Novom Sadu, a integralno izdanje 1989. Svaka pjesma u zbirci je s notnim zapisom, a pjesme prvih triju zbirki su svrstane u četiri skupine: prenesene doseljenjem (1740. – 1840.), prenesene iz Karpata poslije 1850., nastale u Panoniji, i one koje nisu samo rusinske. Ove posljednje Béla Bartók nazvao je "pastirske", a Filaret Mihajlovič Kolessa "putujuće". Poljski etnograf Jan Stanisław Bystroń objasnio je da su ove pjesme prenosili Huculi. Napasajući stoku karpatskim vijencem od istoka na zapad, stizali su i do Šleske. Iz svoga kraja donosili su pjesme, a slušali su i pjesme naroda koje su susretali. Svoje pjesme su ostavljali, a tuđe prenosili u svoj kraj. Zato su ove pjesme zajedničke. 
Onufrij Timko je od narodnih pjevača u razdoblju 1926. do 1980. zapisao i puno narodnih pjesama bez glazbe (melodija je zaboravljena ili se prestala upotrebljavati). On je mišljenja da pjesma oživi kad dobije melodiju i kaže: "Etnoglazbena znanost mi je dala znanje i smjelost, pa sam jednu po jednu pjesmu studiozno uglazbio". Uglazbljene narodne pjesme su u četvrtoj zbirci.
Nove narodne tvorevine, obilježene pečatom nove okoline, sačuvale su osnovne umjetničke osobitosti starinske narodne popijevke. Isti je slučaj i s popijevkama gradišćanskih Hrvata. U prve tri zbirke zapisano je 310 pjesama, a u četvrtoj još 123.
Selo Orjabina u okrugu Stará Ľubovňa (istočna Slovačka), najčešće je mjesto gdje se obavljaju istraživanja o Rusinima. Zbirka Narodne pjesme sela Orjabine s 320 pjesama, od kojih je 126 zapisao V. Hnačuk 1899., a 130 M. Hirjak i A. Derevjanik 1982. i drugi zapisivači, izdana je 1986. Uz 70 tekstova priložena je i melodija (53 melodije zapisao je Derevjanikov).

## Ostali oblici kulture Rusina
Tijekom prve polovice 20. stoljeća Rusini su stvorili specifičnu školu slikara Podkarpadski Barbizon kojoj pripadaju Josif Bokšaj, Adalbert Erdelji, Fedir Manojlo i Ernest Kondratović. U isto vrijeme način života Lemka prikazan je na platnima slikara naivca Nikifora Drovnjaka. U novije vrijeme poznati slikari su: Anton Kašaj, Andrij Koc, Volodimir Mikita, Orest Dubaj, Štefan Hapak, Deziderij Milij i kipar Mihajlo Belen. Postoji i nekoliko muzeja sa stalnim postavkama narodne umjetnosti ikona i slika. Najznačajnije kolekcije se nalaze u Svidníku i Užgorodu, a specijalizirani muzeji u Bardejovu i Nowom Sączu (ikone), Zyndranowi (o Lemkima), u Medzilaborcima (moderna umjetnost) i u Ruskom Krsturu (o Rusinima). Etnografski muzeji na otvorenom ("Skanzen"), s tradicionalnom domaćom arhitekturom nalaze se u Svidníku i Užgorodu. Slični muzeji su i u Bardejovu, Humennéu i Sanoku. U arhitekturi Karpato-Rusina karakterističan je stil drvenih crkava iz 18. i 19. stoljeća.
Lemkovska sela (na galicijskoj strani Karpata) su cestovnoga tipa. Kuće su s prozorom u dvorištu na sunčanoj strani (do ulice nema prozora), pokrivene drvetom ili raženom slamom. Zid je bijel, a vrata i prozori obojeni plavo ili zeleno.
U odijevanju i običajima Lemka, Bojki i Hucula prisutne su forme starih Slavena, od konoplje i lana u crvenoj i bijeloj boji. Huculska odjeća je najbogatija, a lemkovska najjednostavnija. U odijevanju dominiraju muške tunike preko širokih gaća ljeti, a zimi od zgusnutoga sukna. Nose i katanku (kožuh). Ženske bluze izrađene su od konoplje za radni dan, i lana za svečne prilike, uz suknje, pregače i marame koje se nose preko leđa. Dominira crvena i bijela boja. Nošnja se vremenom mijenjala pod utjecajem kraja u kojem su živjeli (u Panoniji se u odijevanju vidi utjecaj Mađara i Nijemaca), pa se tako kasnije nosi svilena odjeća i svilene marame vezene svilenim koncem s motivom crvenih makova i različaka. Djevojke kosu pletu u pletenice i ukrašavaju je baršonjom, a udane žene nose kapu (fičulu). Obuću od valjane vune (zepe) zamjenjuje kožna, a muškarci nose hlače, bijelu košulju, prsluk s blistavim dugmetima, šešir.
Osim navedenih oblika narodne kulture, karakterističan je vez te šaranje uskrsnih jaja voskom pomoću igle.

## Povijest
Od 11. stoljeća do 1918. teritorij koji su naseljavali Rusini južno od Karpata (Potkarpatska Rus i Prešovský kraj) bio je dio Kraljevine Ugarske. Lemkovska oblast sjeverno od Karpata bila je do 14. stoljeća podijeljena između Kraljevine Galicije i Kraljevine Poljske. Od 1340. do 1772. Lemkovska oblast potpuno je pripadala Poljskoj. Od 1772. pripada Austriji i Austro-Ugarskoj do 1918. Za vrijeme revolucije 1848. vršen je pritisak na Habsburšku Monarhiju za ujedinjenje Rusina u Austro-Ugarskoj, ili barem Kraljevini Ugarskoj (Adolf Dobrjanski). 
Prva mađarska vlada nakon 1918. stvorila je autonomni teritorij Potkarpatska Rus (latinizirani naziv Rutenija) koji je trajao od 1919. do 1938. i imao svoga guvernera i ograničen stupanj autonomije. Od 1919. je pod Čehoslovačkom. Sjeverna Bukovina pripala je Rumunjskoj, a Lemkovska oblast Poljskoj. Saint-germainskim ugovorom 1919. priznato je ujedinjenje Rusina južno od Karpata s Čehoslovačkom. Dobili su punu autonomiju 1938. koja je trajala oko 6 mjeseci, do 15. ožujka 1939. Prvi vladar bio je Andrej Brodij, a zatim Augustin Vološin, pod čijom je upravom pokrajina promijenila ime u Karpatska Ukrajina. Autonomija je trajala oko 6 mjeseci, do 15. ožujka 1939., kada je Njemačka okupirala Čehoslovačku. Nezavisna Karpatska Ukrajina bila je republika jedan dan, jer je Mađarska okupirala Potkarpatsku Rus (Bečka arbitraža). Potkarpatsku Rus zaposjela je sovjetska vojska 1944., proglasila republiku Zakarpatska Ukrajina u sastavu SSSR-a, koja je 1946. priključena Ukrajini kao Zakarpatska oblast bez ikakva posebnoga statusa. Posljedica sovjetske vladavine u Zakarpatju i njezin utjecaj na susjednu Poljsku i Čehoslovačku je ukrajinizacija. Zakonom je zabranjeno izjašnjavanje nacionalnosti Rusin/Rusnak, a priznavao se samo ukrajinski identitet. 
Padom komunizma i sovjetske vladavine 1989. do 1991. ideja o autonomiji je ponovno prisutna. Na referendumu za ukrajinsku nezavisnost održanom 1. prosinca 1991. 78 % stanovništva Potkarpatske oblasti glasovalo je za autonomiju unutar Ukrajine. Ukrajinska vlada je odbila odobriti autonomiju (do tada je i ukrajinskoj naciji s oko 43 milijuna pripadnika osporavano pravo na vlastitu državu). To je dovelo do uspostavljanja privremene vlade Republike Potkarpatska Rus u Užgorodu 1993. Od ljeta 1994. diskusija o autonomiji se vodi u nacionalnom parlamentu (51 član), a među članovima ima onih koji podržavaju regionalnu samoupravu.
Od 1989. godine i pada komunizma u Čehoslovačkoj, Poljskoj i Mađarskoj, Rusini traže kulturnu autonomiju. Od 1990. do 1991. osnovana je nova kulturna organizacija u svakoj zemlji gdje Rusini žive kao manjina: Rusinska obroda u Slovačkoj, Udruženje Lemka u Poljskoj, Udruženje Rusina u Mađarskoj, Prijatelji Potkarpatske Rusi u Češkoj, Ruska matka u Jugoslaviji. U Hrvatskoj udruženje nije samostalno i zove se Savez Rusina i Ukrajinaca RH, što je u suprotnosti s onim za što se zalažu Rusini u ostalim zemljama u kojima žive.
Do 1968. Rusini su u okviru prijašnjih Jugoslavija doseljeni prije 250 godina imali svoja samostalna udruženja, a 1968. osniva se Savez Rusina i Ukrajinaca, koji danas čine: Kulturno-prosvjetno društvo Rusina i Ukrajinaca – Zagreb, Kulturno prosvjetno društvo Ukrajinaca Karpati – Lipovljani, Kulturno-prosvjetno društvo Ukrajina – Slavonski Brod, Kulturno društvo Rusina i Ukrajinaca – Vinkovci, Kulturno-umjetničko društvo Rusina i Ukrajinaca – Osijek, Kulturno-umjetničko društvo Osif Kostelnik – Vukovar, Kulturno-umjetničko društvo Jakim Hardi – Petrovci, Kulturno-umjetničko društvo Jakim Govlja – Mikluševci.
U Petrovcima kraj Vukovara 20. svibnja 2003. održana je osnivačka Skupština društva Rusnak – društvo Rusina u Republici Hrvatskoj, s ciljem uključivanja u rad Svjetskoga kongresa Rusina.

## Asimilacija
S obzirom na to da nemaju svoju državu, Rusini su više od drugih naroda bili izloženi procesu asimilacije. Oni koji su krenuli u emigraciju često su mijenjali i autohtona prezimena, koja najčešće završavaju na –čak, –čik , –ik, –ko, npr.: Kačak, Hopko, Timko, Šarik, Holik, Kostelnik i sl. Autohtona prezimena koja sadrže oblike imena su: Fedorčak, Havrilak, Ivančo, Onufrijak, Semančik, Stefančik, a nastala od imena sela ili gradova su: Jarabinec, Čukalovčak (od Čukalovce, Zemplin), Krenickyj (Krynica), Zavačan (od Zavadka, Spiš). 
Utjecajem mađarizacije izmijenjena prezimena su Vereš, Ujfaluši, Segedi, Oros. Asimilacija u Mađarskoj je uzela toliko maha, da su na svom jeziku sačuvali samo poneku pjesmu ili molitvu. U 19. stoljeću je bila pojačana asimilacija, uvođenjem državnoga jezika u crkve i škole u Mađarskoj i Slovačkoj. U Mukačevskoj eparhiji bilo je vjernika koji su slušali misu na dva jezika. Popis iz 1806. godine daje preciznu poraznu sliku o stanju škola na narodnom jeziku Rusina. Od 724 grkokatoličke parohije, samo je 95 nacionalnih. Na 8 parohija postoji po jedna škola na narodnom jeziku, a tamo gdje su Rusini najbrojniji (Šariš 98,66 % i Ugoča 91,01 %), niti jedna. Primjer odupiranja asimilaciji od 18. stoljeću su bački Rusini. Za očuvanje identiteta veliku ulogu imala je Grkokatolička Crkva, bogati folklor i literarni jezik u školama. (U jeziku ima njemačkih i slovačkih riječi, kao i hungarizama, na što su ukazali V. Hnatjuk, H. Kostelnik, M. Kočiš i J. Ramač: banovac, leginj, pohar, hasen).
U Potkarpatskoj oblasti Ukrajine živi najveći broj Rusina/Rusnaka, a Ukrajina ne priznaje postojanje ove nacije.
Za Lemke poljski nacionalisti tvrde da su dio poljskoga naroda, a jezik im je dijalekt poljskoga jezika. Zapadnu Ukrajinu zovu Mala Poljska, a Ukrajince Malopoljaci. Lemke su poslije Drugoga svjetskoga rata protjerali. Jedan dio se vratio u Karpate, neki žive u raštrkanim krajevima Šleske, a neki na sjeveru zemlje.
U Čehoslovačkoj su Rusini od 1950. godine bili deklarirani kao Ukrajinci. Oni koji su to odbili, bili su deklarirani kao Slovaci. Kulturne institucije Rusina su morale promijeniti ime u ukrajinske, (etnografskom muzeju Rusina na otvorenom Skanzen promijenio je ime u "ukrajinski", István Udvari je pisao o zbirkama ovoga muzeja, o spiškom narodnom liječenju Rusnaka, o Aleksandru Duhnoviču i Aleksandru Pavloviču iz Zemplína te je jasno o čijem je muzeju riječ), a prestalo je i korištenje jezika kao službenoga. Rusini su bili denacionalizirani, prihvatili su slovački identitet i orijentaciju te slovački jezik u školama. Danas nakon pada komunizma od 1989. Rusini u Slovačkoj ponovno mogu biti Rusini. Imaju svoje tjedne novine, časopise, radioprogram iz Prešova, muzeje, dramski teatar u Prešovu, gdje prikazuju klasične i nove drame na svom jeziku, a od školske godine 1997./98. neke osnovne škole u gradovima i selima imaju nastavu i na svom jeziku, uz slovački kao službeni. Rusini se bore vratiti sve ono što su izgubili godinama zbog denacionalizacije i asimilacije u dominantnoj slovačkoj nacionalnosti.
U Hrvatskoj pokušaji denacionalizacije Rusina/Rusnaka i tihe ukrajinske asimilacije počinju još 1909. Prvo se osniva Prosvita u Prnjavoru u Bosni i Hercegovini, a zatim je Ukrajinsko društvo Prosvita osnovano 1923. i u Zagrebu. Članovi Prosvite su bjegunci iz istočne Galicije i Volinja, nakon njihove okupacije od Poljaka, dijelom ukrajinski emigranti pobjegli ispred boljševika nakon poraza Ukrajinske Narodne Republike, i dijelom Rusini, studenti, iz Bačke i Srijema. Zadatak Prosvite je bio objedinjavanje svih Ukrajinaca i Rusina u Jugoslaviji, gdje je 1934. prvi put upotrijebljen naziv Ukrajinac-Rusin, obrazlažući da je naziv Rusin zbog svojih interesa podržavala Austro-Ugarska. Grkokatolička Crkva bila je protiv Prosvite.
Savez Rusina i Ukrajinaca osnovan je 1968. (Ukrajinci su oko 1900. god. počeli doseljavati u posavsku Slavoniju i sjevernu Bosnu). Jasno je da u Hrvatskoj više nacionalnih manjina mora imati jednoga saborskoga zastupnika, ali oni time ne postaju jedna nacija. Ne postoje Čehoslovaci, pa niti rusinsko-ukrajinska nacija. U brošuri Rusini i Ukrajinci u Republici Hrvatskoj 1991. – 1994. npr. piše: "Rusini i Ukrajinci imali su svoja autohtona naselja Petrovce i Mikluševce" (po popisu stanovništva 1991. u Mikluševcima je živjelo: 493 Rusina, 76 Srba, 75 Mađara, 49 Hrvata, 7 Ukrajinaca).
Poznato je da je 1991. u Slovačkoj održan Prvi svjetski kongres Rusina u Medzilaborcima; 1992. održan je Prvi kongres rusinskog jezika u mjestu Bardejovské Kúpele (Slovačka); 1993. osnovan je Institut za rusinski jezik i kulturu u Prešovu, (Slovačka), a 1995. rusinski jezik je kodificiran i priznat u Slovačkoj. 
Omjer Rusina prema Ukrajincima na vukovarskom području pokazuju sljedeći podaci:[koje godine?]
| nacionalnost               | Rusnaci | Ukrajinci |
| -------------------------- | ------- | --------- |
| Vukovarsko područje ukupno | 2284    | 793       |
| Grad Vukovar               | 974     | 522       |
| Petrovci                   | 737     | 230       |
| Mikluševci                 | 493     | 7         |

U Petrovcima npr. Hrvati (68) i Srbi (163) broje zajedno 231 stanovnika, a toliko je i Ukrajinaca.

## Poznati Rusini u svijetu i Republici Hrvatskoj
Većina emigranata Rusina došla je u SAD između 1880. i 1914. Neki od njih postali su poznati u različitim područjima: glumice Sandra Dee i Lizabeth Scott, glumac Robert Urich (pola Rusin, pola Slovak), umjetnik Andy Warhol, boksač Pete Latzo, marinac Michael Strank, koji je podigao američku zastavu na Iwo Jimi, kompozitor Peter Wilhousky, hokejaš Washington Capitolsa Peter Bondra, u Hrvatskoj glumci Irena Kolesar i Vlado Štefančić.

## Vanjske poveznice
- [neaktivna poveznica] Paul Robert Magocsi: Rusini i Potkarpatje
- Kolo  Arhivirana inačica izvorne stranice od 24. listopada 2008. (Wayback Machine) Put u središte Europe
- Hrvatska revija  Arhivirana inačica izvorne stranice od 24. svibnja 2013. (Wayback Machine) Jevgenij Paščenko: Kulturna baština Ukrajine
- (engl.) Rusyn Greco Catholic Church in Novi Sad (Vojvodina-Serbia)[neaktivna poveznica]
- Savez Rusina i Ukrajinaca Republike Hrvatske  Arhivirana inačica izvorne stranice od 21. lipnja 2007. (Wayback Machine)/Союз Русинох и Українцох Републики Горватскей
- (engl.) Ruthenians
- (engl.) Carpatho-Rusyn Knowledge Base
- Rusini na mreži